# Turbinia (schip, 1894)

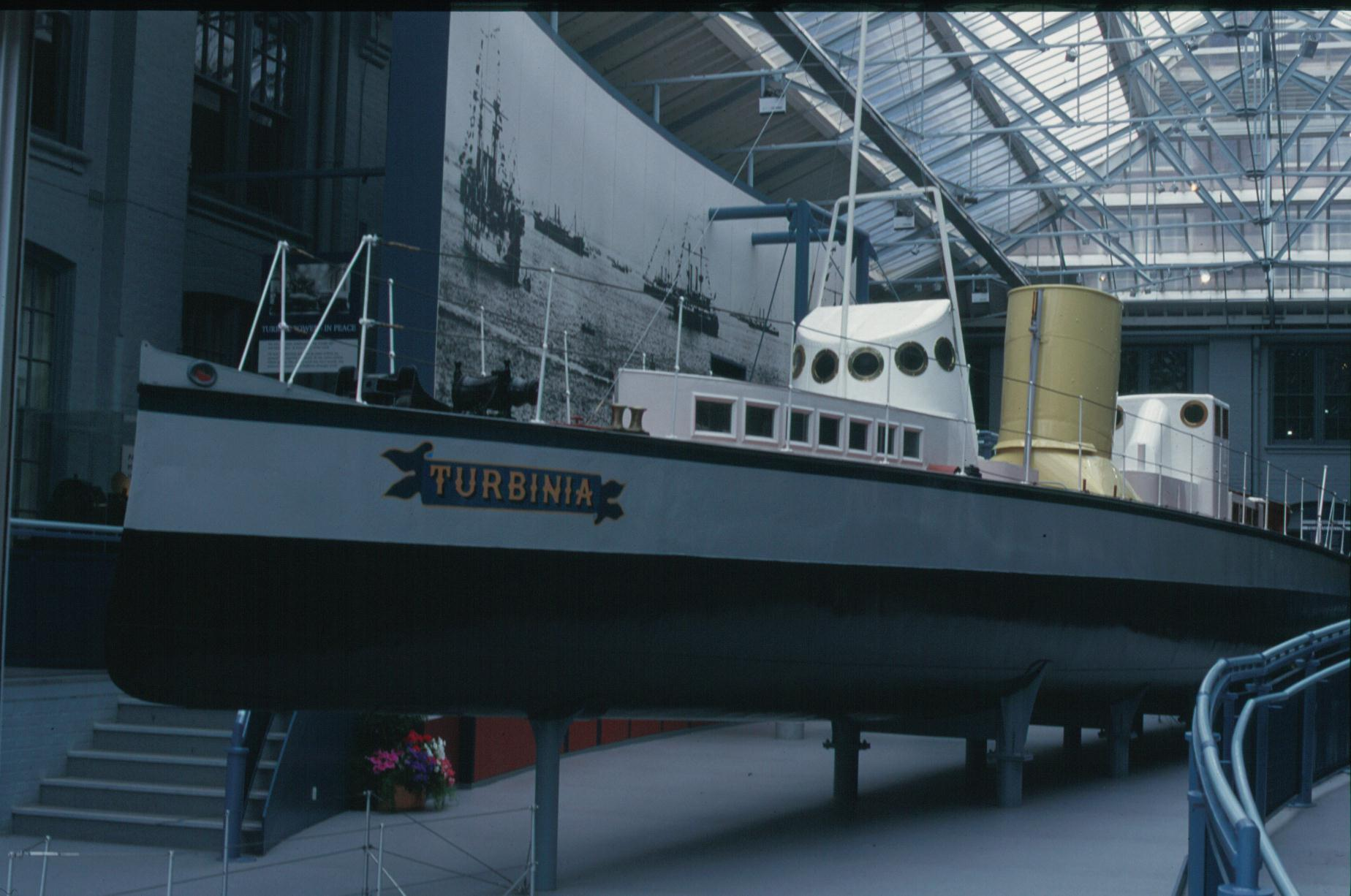
Vooraanzicht Turbinia in Newcastle museum

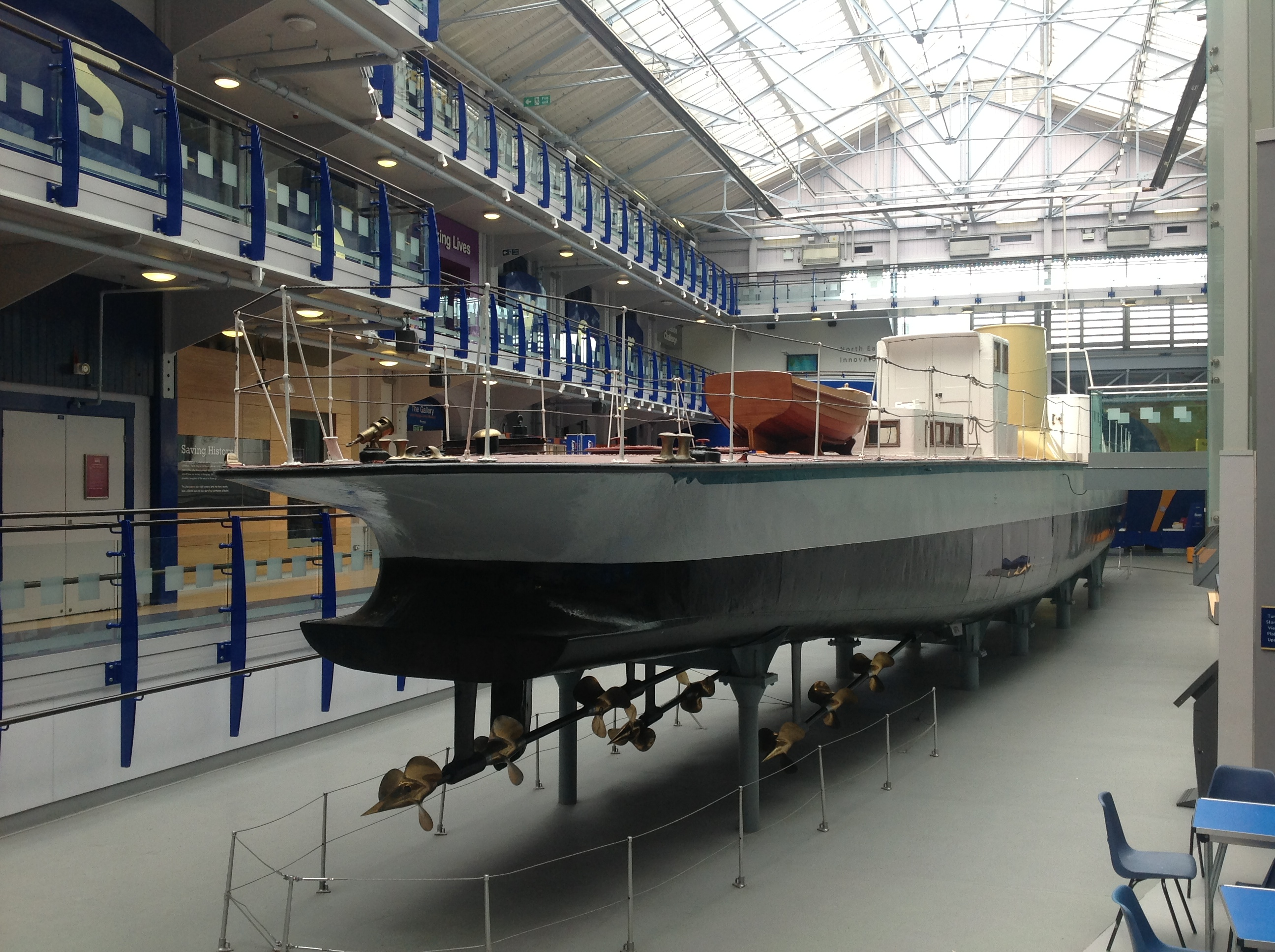
achteraanzicht Turbinia

De Turbinia was het eerste stoomschip met een stoomturbine. Het werd gebouwd als experimenteel schip in 1894 en liet tijdens de Spithead Navy Review in 1897 zien waartoe het in staat was. Hiermee werd de standaard gezet voor de volgende generatie stoomschepen. Het schip kan nog steeds bezichtigd worden in het Newcastle Discovery Museum in Newcastle upon Tyne, Engeland.

## Ontwikkeling
Charles Algernon Parsons vond de stoomturbine uit in 1884. Hij voorzag het potentieel om schepen voort te stuwen en richtte de Parsons Marine Steam Turbine Company op met vijf compagnons in 1893. Om dit te ontwikkelen liet hij de Turbinia bouwen van zeer licht staal bij Brown and Hood in Wallsend on Tyne.
De Britse admiraliteit werd op de hoogte gehouden en de Turbinia werd op 2 augustus 1894 tewatergelaten. Ondanks het succes van de turbine, waren de eerste proefvaarten met één schroef teleurstellend. Na het probleem van cavitatie onderzocht te hebben en de bouw van de eerste cavitatietunnel, plaatste Parsons drie turbines die elk een schroefas met weer elk drie schroeven aandreven. In de daaropvolgende proefvaarten werd een snelheid bereikt van meer dan 34 knopen.
Met een brutale publiciteitsstunt bracht Parsons het schip onuitgenodigd naar de Navy Review voor koningin Victoria's diamanten jubileum bij Spithead op 26 juni 1897. Voor de ogen van de prins van Wales, de Lords of the Admiralty en buitenlandse hoogwaardigheidsbekleders jaagde de Turbinia, veel sneller dan enig ander schip, tussen twee linies van grote schepen en ontweek met gemak de patrouilleboten van de marine.

## Eerste gebruik
Na meerdere proefvaarten op hoge snelheid waarbij de admiraliteit aanwezig was, richtte Parsons Turbinia Works op in Wallsend die daarna twee torpedoboten bouwde voor de Royal Navy, de HMS Viper en de HMS Cobra die te water werden gelaten in 1899. Hoewel beide schepen tragisch aan hun einde kwamen, was de admiraliteit overtuigd. In 1900 stoomde de Turbinia naar Parijs en werd getoond aan de Fransen tijdens de Parijse wereldtentoonstelling.
Het eerste koopvaardijschip met stoomturbine, de Clyde steamer TS King Edward, volgde in 1901. De admiraliteit bevestigde in 1905 dat alle toekomstige Royal Navy schepen zouden worden uitgerust met turbines en in 1906 werd het eerste slagschip met turbines tewatergelaten, de HMS Dreadnought.

## Museumschip
In 1926 gaven de directeuren van de Parsons Marine Steam Turbine Company het schip aan het Science Museum in Londen. De Turbinia werd in twee delen gezaagd en het achterste deel, compleet met motoren en propellers, werd tentoongesteld in het South Kensington museum. Het museum was te klein om het hele schip te presenteren. In 1944 werd het voorschip in Newcastle voor het publiek zichtbaar. Het duurde tot 1961 tot beide delen weer bij elkaar kwamen en de Turbinia maakt nu nog onderdeel uit van de collectie van het Discovery museum in Newcastle.